# Вељко Ражнатовић
Вељко Ражнатовић (Ријека Црнојевића, код Цетиња, 20. мај 1920 — Београд, 17. јун 1986) био је учесник Народноослободилачке борбе и пуковник авијације ЈНА.

## Биографија
Рођен је 20. маја 1920. године у Ријеци Црнојевића, код Цетиња.
Као омладинац се прикључио омладинском револуционарном покрету и 1939. године постао члан Савеза комунистичке омладине Југославије (СКОЈ). У чланство Комунистичке партије Југославије (КПЈ) примљен је маја 1941. године.
Након окупације Југославије, 1941. године учествовао је у припремама оружаног устанка. Био је учесник Тринаестојулског устанка, а потом је радио као илегалац на Цетињу, где је био члан Окружног комитета КПЈ за Цетиње.
После је прешао у јединицу, где је обављао дужности заменика командира и командира чете. Потом је био члан Политичког одељења (Политодела) Десете крајишке ударне бригаде, члан Политодела 23. српске дивизије и заменик политичког комесара 46. српске дивизије.

### Послератни период
Августа 1945. године био је постављен за политичког комесара Ваздухопловног војног училишта и радио је на стварању нових пукова и ваздухопловних база. Посебно је био ангажован на организовању Команде Ваздухопловног војног училишта, као и наставног одељења и одржавању наставе.
Касније се налазио на служби у Брежицама у Словенији, Загребу и Панчеву. Био је политички комесар 37. ваздухопловне дивизије до 1953. године.
Био је ожењен Славком Јосифовић (1925—2012), са којом је имао ћерке Мирјану, Јасну и Биљану и сина — Жељка Ражнатовића Аркана (1952—2000).
Преминуо је 17. јуна 1986. године у Београду.
Носилац је Партизанске споменице 1941. и других југословенских одликовања, међу којима су — Орден братства и јединства првог реда, Орден партизанске звезде другог реда, Орден заслуга за народ другог реда, Орден за храброст и Орден партизанске звезде трећег реда.